# Talas (město)
Talas je město v severozápadním Kyrgyzstánu ležící 196 kilometrů západně od Biškeku, hlavního města země. Je správním městem Talaské oblasti, přičemž leží v údolí řeky Talas mezi dvěma pohořími. Bylo založeno v roce 1877 a v roce 2021 zde žilo 40 308 obyvatel. Jižně od města se rozkládá Přírodní park Besh-Tash.  
V roce 751 se v okolí města odehrála Bitva na řece Talas, ve které Abbásovský chalífát a vojska Tibetu porazili armádu Říše Tchang. Vzhledem ke své blízkosti k městu Taraz v Kazachstánu má město Talas historicky úzké vztahy právě s tímto městem; po rozpadu Sovětského svazu byl nicméně narušen pohyb mezi oběma městy v důsledku kontrol na hraničních přechodech mezi oběma zeměmi. Ve městě sídlí fotbalový klub FC Namys-APK Talas a převažuje zde semiaridní podnebí. 